# 普門寺 (掛川市)
普門寺（ふもんじ）は、静岡県掛川市西大渕にある天台宗の寺院。

## 歴史

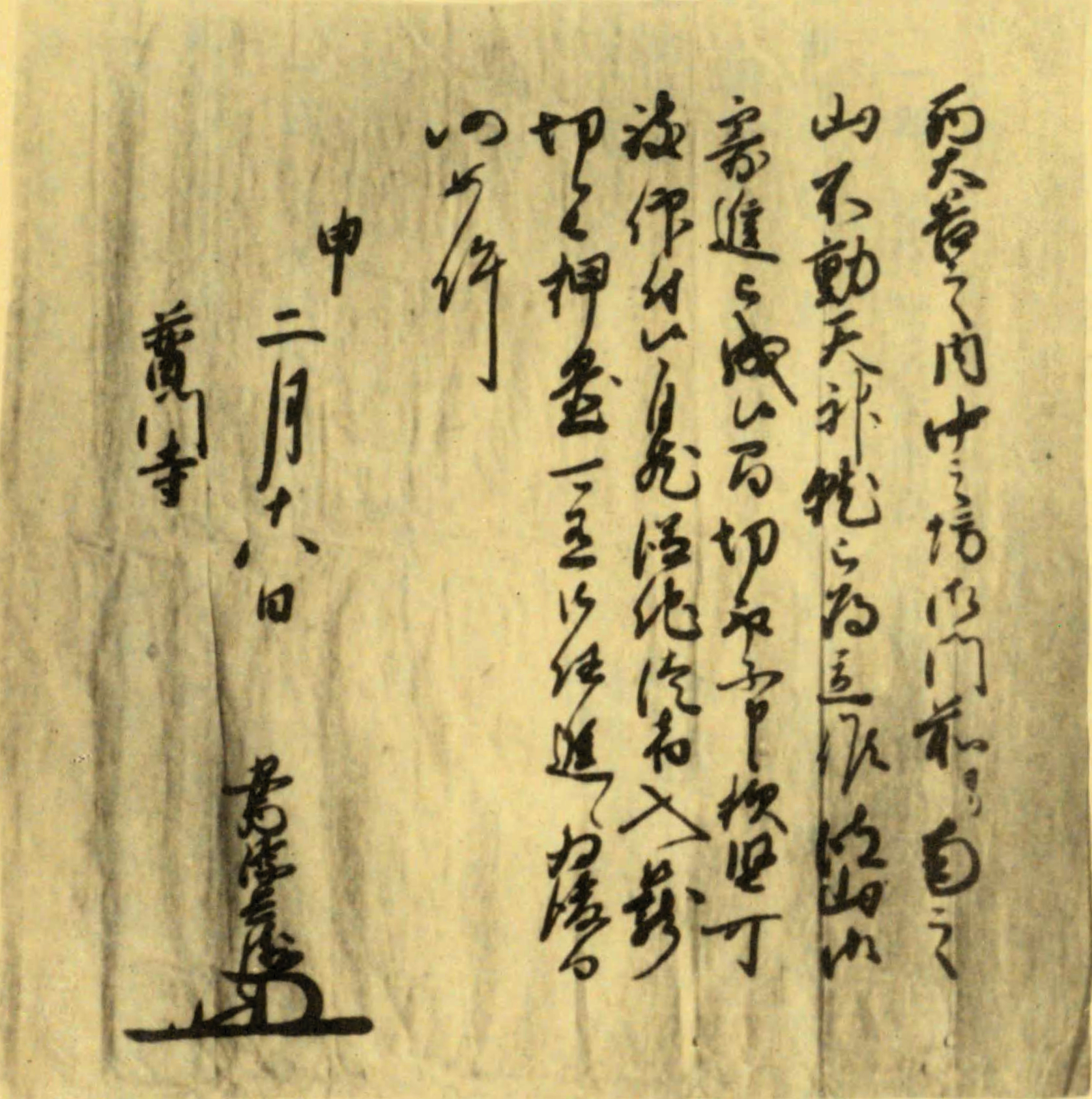
不動天神建立に関する松平重勝からの寄進について記した手形（『安西照長手形』元和6年2月18日、普門寺蔵）

寺伝によれば、慶雲元年（704年）文武天皇の勅命により、行基が千手の峰に立てたのがこの寺の始めであるという。法相宗として13代まで続いたが、天台宗となったのは14代の時からである。その後、治承元年（1177年）平重盛が高倉天皇の病気平癒と海上安全、船中無難を祈って寺の場所を現在地に移し、諸堂を再建すると共に、最澄（伝教大師）の作という聖観世音菩薩を安置した。戦国時代に兵乱に遇って諸堂すべて焼失し、衆徒多くは乱を避けて所々へ逃れ、寺に残る者はなかった。しかし、1574年（天正2年（1574年）豪憲が帰山し、衆徒を招集し門前には百姓など呼び集め住まわせた。続いて初代横須賀城主大須賀康高により諸堂が再建されたので普門寺は元の姿を取り戻した。寺領も徳川氏より朱印高37石を贈られ朱印寺となった。隣接した所に、寺の守り神として八所神社がある。普門寺は近郷にない古い歴史をもつ寺である。

## 境内
弁天堂
弁才天、毘沙門天、大黒天を祀るこの弁天堂は、治承元年（1177年）10月、平重盛が安芸の宮島より勧請したものと伝える。現在の堂は、嘉永元年（1848年）から3年かけ、時の城主西尾忠固の命で藤原昌敬により建築された。
善光寺堂
信濃の善光寺より、一光三尊阿弥陀如来像を分霊して祀る。
九頭竜王堂
本尊は九頭竜王（木像）である。
不動堂
本尊は波切不動明王である。
観音堂
本尊は聖観世音菩薩。脇仏として西国三十三番の各本尊（木像）が安置してある。

## 文化財
- 普門寺弁財天堂（掛川市指定有形文化財）[4]
- 八所神社旧社殿（掛川市指定有形文化財）[4]

## 関連事項
- 薬師寺
- 八所神社
- 遠州三十三観音霊場
- 遠江三十三観音霊場